# Slumstormer
Slumstormer er en betegnelse for dem, som besatte tomme og kondemnerede ejendomme fra 1960’erne til begyndelsen af 1970’erne. Slumstormer bevægelsen aftog efter at Folketinget vedtog "Slumstormer-paragrafen" jf. Lov nr. 227 af 19. maj 1971 om en ændring af saneringsloven § 55, stk. 2., der lovliggjorde at borgere kunne ibrugtage og bebo ejendomme, der skulle nedrives, til de blev nedrevet. Eksempler på Slumstormerbesættelser er :  Sofiegården, Anholtsgade i Aarhus, Folkets Hus, Dronningensgade og endeligt Bådsmandsstræde Kaserne Christiania.
Næste bølge af husbesættelser fra begyndelsen af 1980'erne omtales som BZ-bevægelsen.  De mest kendte af BZ-bevægelsens besættelser er:  Arbejdernes Fællesbageri (Rutana), Schiønning & Arvé, Musik Mekanisk Museum og Sorte Hest.
Slumstormerne og BZ-bevægelsen er identiske i handling: begge besatte tomme bygninger og grunde. Forskellen er i de politiske ytringer og den ungdomskultur, der omgav bevægelserne.